# میراث خانوادگی
میراث خانوادگی (انگلیسی: The Bequeathed؛ کره‌ای: 선산) یک مجموعه اینترنتی محصول سال ۲۰۲۴ کره جنوبی ساخته شده توسط یون سانگ هو، به نویسندگی یون، مین هونگ نام و هوانگ اون یونگ، به کارگردانی مین و با بازی کیم هیون جو، پارک هی سون، پارک بیونگ اون و ریو کیونگ سو است. این مجموعه بر پایه وب‌تونی با همین نام اثر کانگ ته کیونگ است. میراث خانوادگی در ۱۹ ژانویه ۲۰۲۴ در نتفلیکس در مناطق منتخب منتشر شد.

## بازیگران
- کیم هیون جو در نقش یون سو ها[۴]
- پارک هی-سون در نقش چوی سونگ جون[۴]
- پارک بیونگ-اون در نقش پارک سانگ مین[۴]
- ریو کیونگ-سو در نقش کیم یونگ هو[۴]
- شین بوک سوک[۵]
- پارک سونگ هون as یانگ جه سوک[۶]

## تولید
در اکتبر ۲۰۲۲، کیم هیون جو، پارک هی سون، پارک بیونگ اون و ریو کیونگ سو برای ایفای نقش در مجموعه نتفلیکس، میراث خانوادگی انتخاب شدند که ساخت و نویسندگی آن بر عهده یون سانگ هو است و توسط واو پوینت، یک شرکت جهانی تولید محتوا و ردپیتر فیلمز، یک شرکت فیلم که فیلم‌هایی همچون شبه‌جزیره، دورجنبی و قطار بوسان ساخته‌است، تولید می‌شود.
در دسامبر ۲۰۲۳، گزارش شد که کارگردان مین هونگ نام که دستیار کارگردان یون سانگ هو در فیلم قطار بوسان بود، این مجموعه نخستین کارگردانی او خواهد بود و نویسندگی آن را مین به همراه یون و هوانگ اون یونگ انجام داده‌است.

## انتشار
این مجموعه در ۱۹ ژانویه ۲۰۲۴ در نتفلیکس منتشر شد.